# Санума (язык)
Санума (Chirichano, Guaika, Samatali, Samatari, Sanema, Sanima, Sanumá, Tsanuma, Xamatari) — яномамский язык, на котором говорит народ санума вдоль реки Верхний Ауарис территории западной части реки Верхний Падамо; вдоль рек Вентуари, Эребато, Каура штатов Боливар и Амасонас в Венесуэле, а также около реки Ауарис штата Рорайма в Бразилии.
У санума есть несколько диалектов: ауарис, каура, кобари (кобарива, кобали), эрвато-вентуари, янома (коорохитари, саматали, саматари)